# Хармони (Минесота)
Хармони (енгл. Harmony) град је у америчкој савезној држави Минесота.

## Демографија
По попису из 2010. године број становника је 1.020, што је 60 (-5,6%) становника мање него 2000. године.
| Група             | 2000.         | 2010.       |
| Белци             | 1.068 (98,9%) | 993 (97,4%) |
| Афроамериканци    | 2 (0,2%)      | 3 (0,3%)    |
| Азијати           | 1 (0,1%)      | 2 (0,2%)    |
| Хиспаноамериканци | 6 (0,6%)      | 10 (1,0%)   |
| Укупно            | 1.080         | 1.020       |